# 锡拉奥斯
锡拉奥斯（法語：Cilaos，法語發音：[silaɔs]）是法国海外省留尼汪的一个市镇，属于圣皮埃尔区。

## 地名
该地名“Cilaos”发音为[silaɔs]，末尾字母“s”发音，《世界地名翻译大辞典》与《世界地名译名词典》将其误译作“锡拉奥”。

## 地理
锡拉奥斯（21°8'7"S, 55°28'16"E）面积84.4 平方千米，位于法国海外省留尼汪。
与锡拉奥斯接壤的市镇（或旧市镇、城区）包括：莱萨维龙、昂特尔德、圣伯努瓦、圣勒、圣路易、圣保罗、萨拉济、莱特鲁瓦巴桑、拉波塞雄。
锡拉奥斯的时区为UTC+04:00。

## 行政
锡拉奥斯的邮政编码为97413，INSEE市镇编码为97424。

## 政治
锡拉奥斯所属的省级选区为圣路易第二县。

## 人口

1962-2008年间锡拉奥斯人口变化图示

锡拉奥斯于2022年1月1日时的人口数量为5215人。